# Henri Bellery-Desfontaines

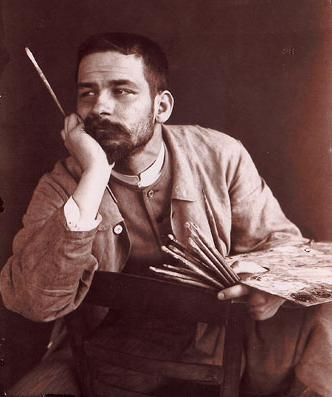
Henri Bellery-Desfontaines fotografato nel suo studio nel 1902

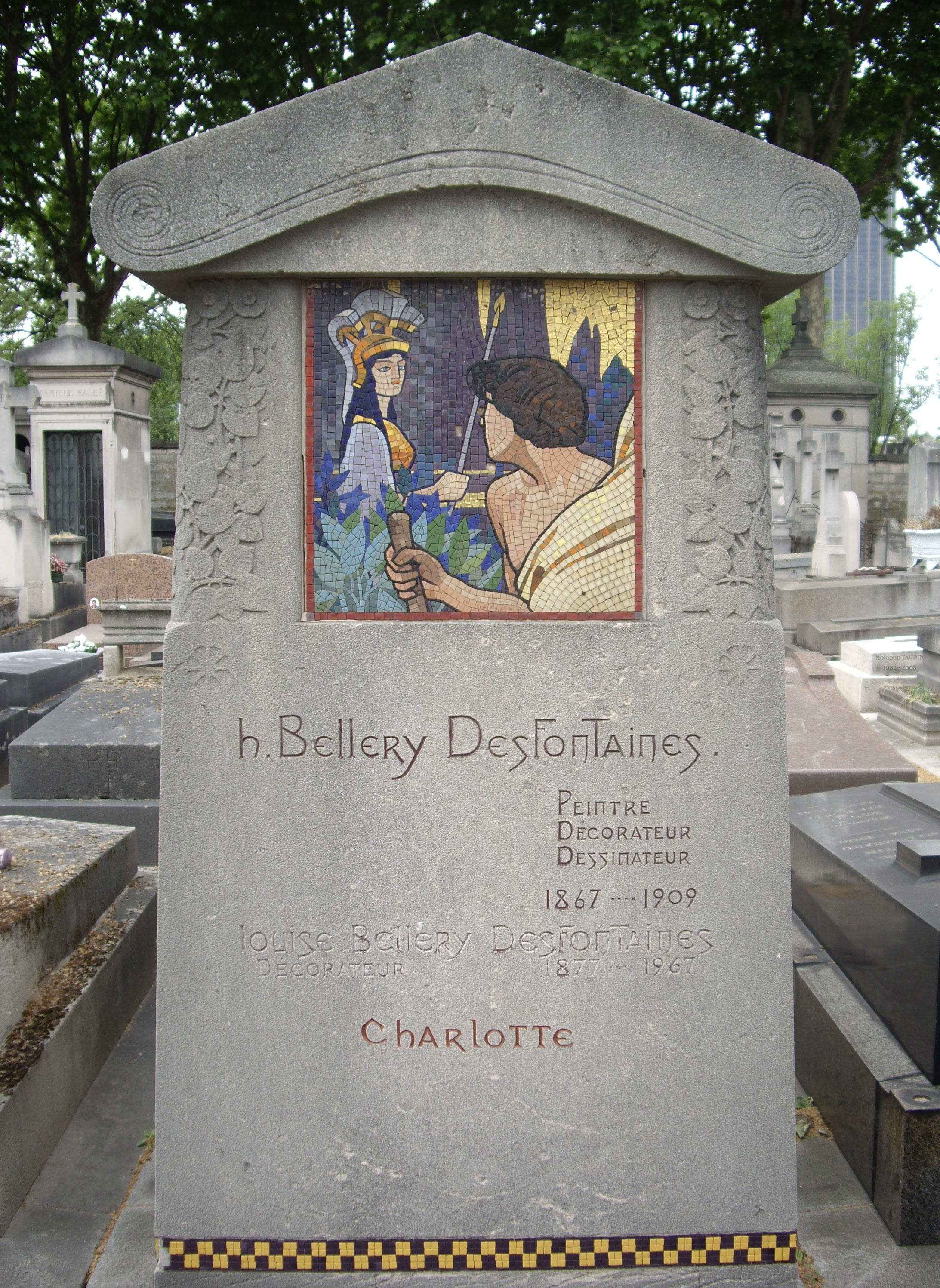
Tomba di Henri Bellery-Desfontaines, cimitero di Montparnasse

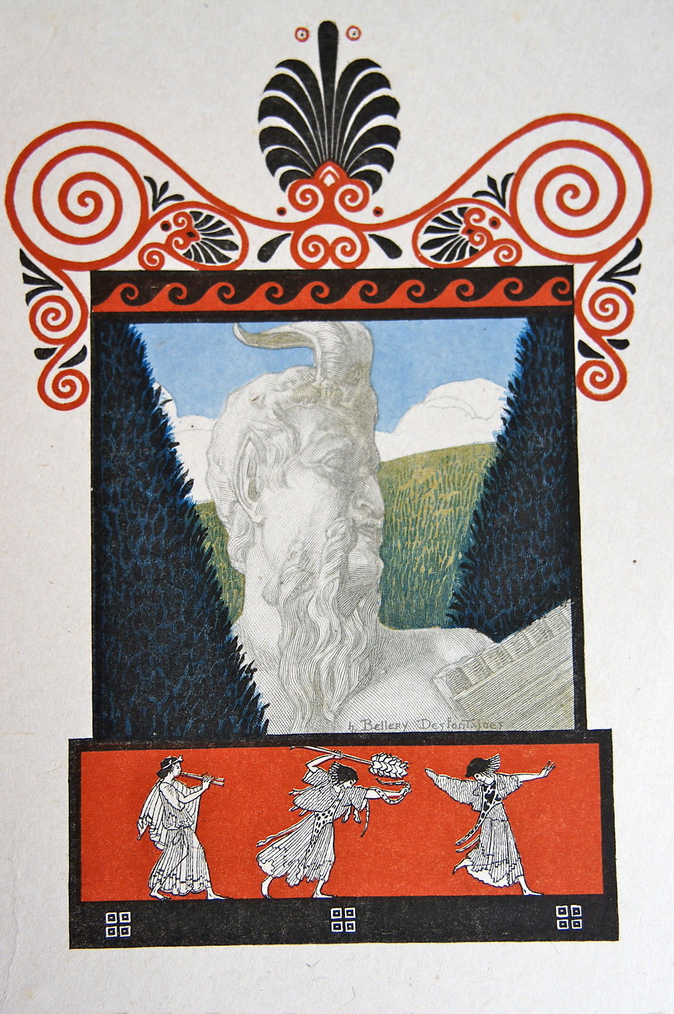
Bellery-Desfontaines, Maurice de Guérin Poemi in prosa

Henri Bellery-Desfontaines (Parigi, 20 marzo 1867 – Les Petites Dalles, 7 ottobre 1909) è stato un pittore, incisore e architetto francese.Il suo nome completo era Henri Jules Ferdinand Bellery-Desfontaines.

## Biografia
Nato nel XVIII arrondissement di Parigi, Henri Bellery-Desfontaines è figlio di Octave Ferdinand Bellery-Desfontaines (1821-1892), impiegato alla Caisse d'épargne, e di Julie Pauline Hautefeuille (1828-1889). Durante la giovinezza, frequenta il quartiere di Montmartre e i cabaret degli artisti.
Nel 1890 Bellery-Desfontaines è ammesso all'École nationale supérieure des beaux-arts negli atelier di Jean-Paul Laurens e di Luc-Olivier Merson; si diploma nel 1895. Tra il 1890 e il 1900 partecipa alla decorazione della stanza di guardia all'ospedale Charité.
Nel 1891 segue il corso di William Bouguereau all'Académie Julian, dopo essere stato, tra il 1886 e il 1890, assistente di Pierre-Victor Galland dal quale apprende le tecniche della decorazione.
Realizza delle illustrazioni per alcune riviste d'arte come L'Artiste, L'Image, L'Estampe moderne e L'Almanach des Bibliophiles, ma anche per eventi come il bal des Quat'z'Arts e il bal de l'Internat; disegna modelli di tappezzerie e collezioni di mobili e decorazioni.
Nel 1895, con la collaborazione del pittore Antoine Jorrand, restaura il château du Fôt in stile neo-gotico seguendo i principi di Viollet-le-Duc e invia i suoi dipinti al Salon dal 1895 al 1908.
Dal 1896 al 1909 collabora con le edizioni artistiche Édouard Pelletan e illustra numerose opere.
Bellery-Desfontaines riceve la medaglia d'argento all'Esposizione di Parigi del 1900.
Progetta i modelli delle banconote per le banche dell'impero coloniale francese - tra cui quelli per la Banque de l'Indochine, la Banque d'État du Maroc - in uno stile che anticipa le creazioni più moderne, quelle degli anni 1925-35. Egli è anche autore di caratteri tipografici: i caratteri Bellery Desfontaines ampio e allungato, realizzati nel 1911 dalla fonderia G. Peignot & Sons.
Henri Bellery-Desfontaines muore nel 1909 a seguito di un'intossicazione alimentare.
Era sposato con Louise Bellery-Desfontaines (1877-1967) dalla quale aveva avuto una figlia, Charlotte.

## Opere

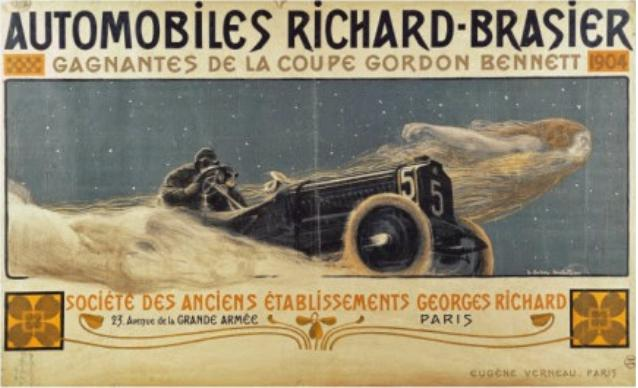
Automobiles Richard-Brasier, litografia

### Manifesti pubblicitari
- La Revue artistique, litografia in bianco e nero, 1897
- Cartes à jouer Fossorier, Amar et Cie, litografia, 1898
- Automobiles Richard-Brasier gagnantes de la coupe Gordon-Bennett, litografia, tipografia Eugène Verneau, Parigi, 1904
- Exposition universelle de 1905 di Liège, La République française…, ministère du Commerce et de l'Industrie, litografia, tipografia, 1905[7]
- L’Éclectique Galerie des artistes modernes, lithographie, 1908
- Exposition universelle de Liège de 1905, République française participe.., litografia, tipografia Eugène Verneau, 1910[8]

### Incisioni

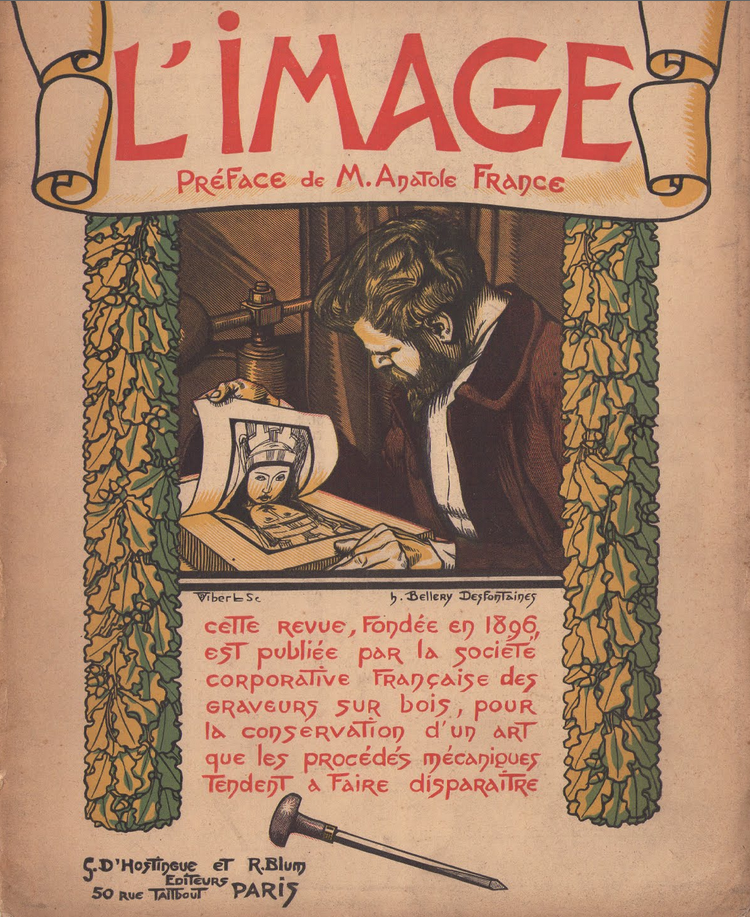
Copertina per L'Image

- Copertina della rivista L'Imagen.7, incisione su legno restaurato, giugno 1897[9].
- « L'Illusion », disegno e incisione per L'Estampe modernen. 5, settembre 1897.
- « L’Énigme », disegno e incisione per L'Estampe modernen. 18, ottobre 1898.
- « Achille »[10],litografia per L'Artiste, 1898.
- « L'Imploration », litografia per The Studio, maggio 1898.
- « La Soif », incisione su legno per Art et décoration, novembre 1899.
- « Grandes et petites superstitions », serie per L'Assiette au beurre, 18 settembre 1904.

### Mobili
- Fauteuil, legno di noce e tappezzerie, 1900, New York, Museo d'Arte moderna[11];
- Table, noce, ebanisteria Maison Bellangé, 1900, Musée des arts décoratifs de Paris[12];
- Salle à manger, 1909-1910, Beauvais, Musée départemental de l'Oise[13].

### Opere illustrate
- L’Almanach du bibliophile, Parigi, Édition d'art Édouard Pelletan, 1898.
- Auguste Leroux, Vers les temps meilleurs, discorso diAnatole France in collaborazione con Théophile Alexandre Steinlen, Paris, Ed. Pelletan, 1906.
- Auguste Leroux & Louis Barthou, Le Livre d’Or de la Banque de France, con Pierre Fritel, Parigi, Ed. Pelletan / Stampa nazionale, 1909.

### Dipinti e disegni
- Portrait du peintre Henri-Jean-Guillaume Martin, olio su tela, 164 × 115 cm, 1899, Musée de Cahors Henri-Martin[14].
- Antoinette assise dans son berceau, matita nera su carta ocra, 36 × 27,4 cm, Beauvais, Musée départemental de l'Oise

## Galleria d'immagini

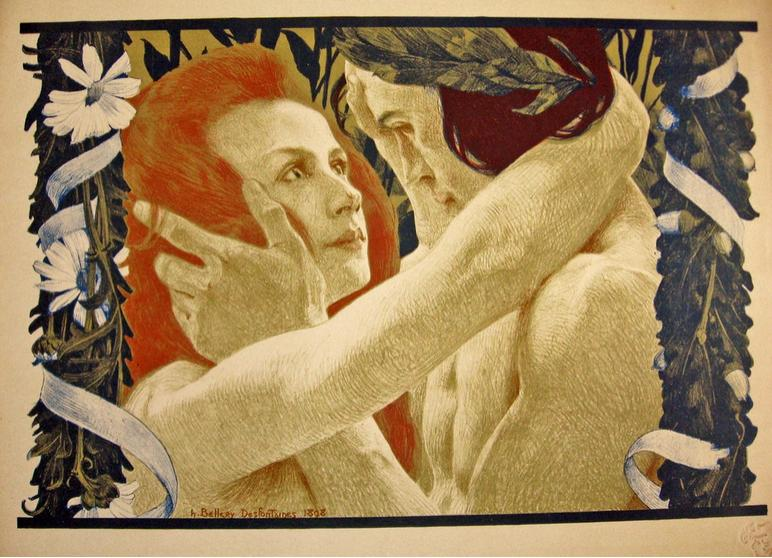
L'Enigme, cromolitografia da un disegno e incisione di Henri Bellery-Desfontaines, per L'Estampe moderne
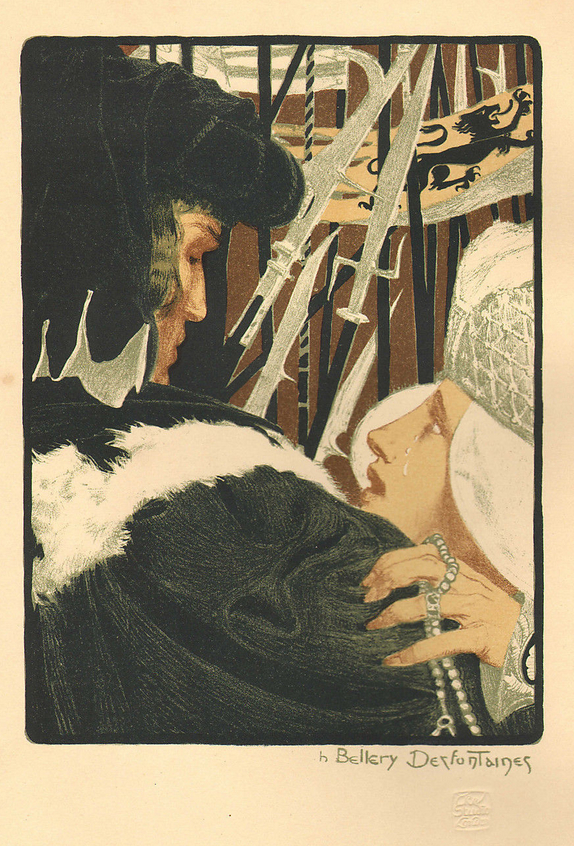
L'Imploration, litografia pubblicata in The Studio n. 62, maggio 1898.
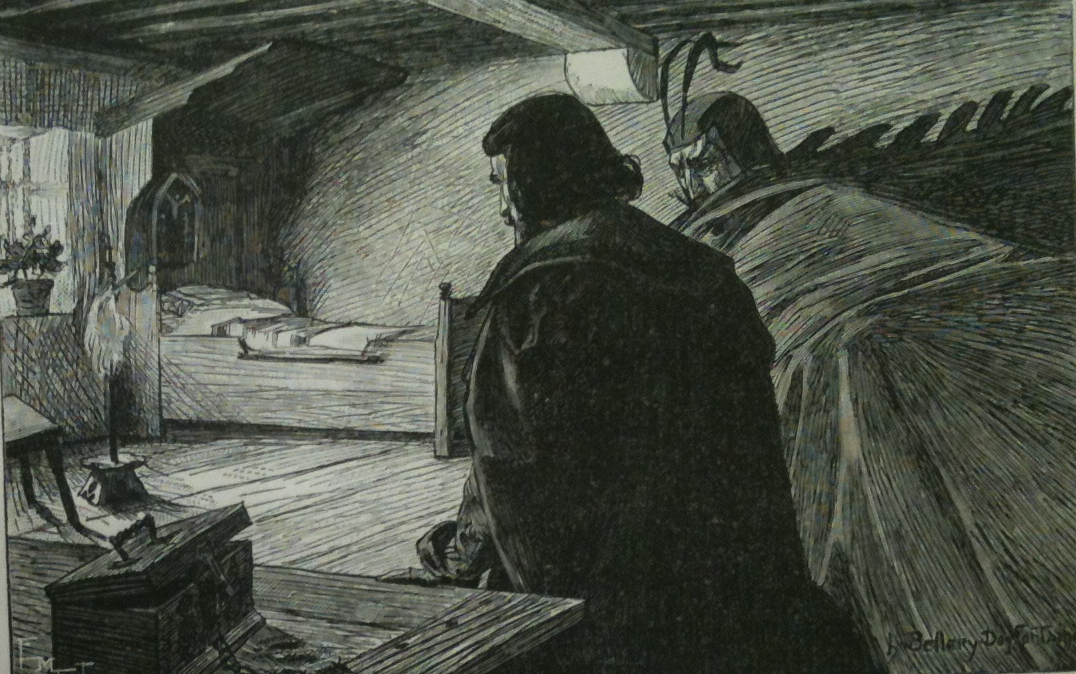
Faust e Mefistofele nella camera di Margherita, disegno di Henri Bellery-Desfontaines, incisione di Froment figlio, per Edizioni Edouard Pelletan (Parigi, marzo 1899)
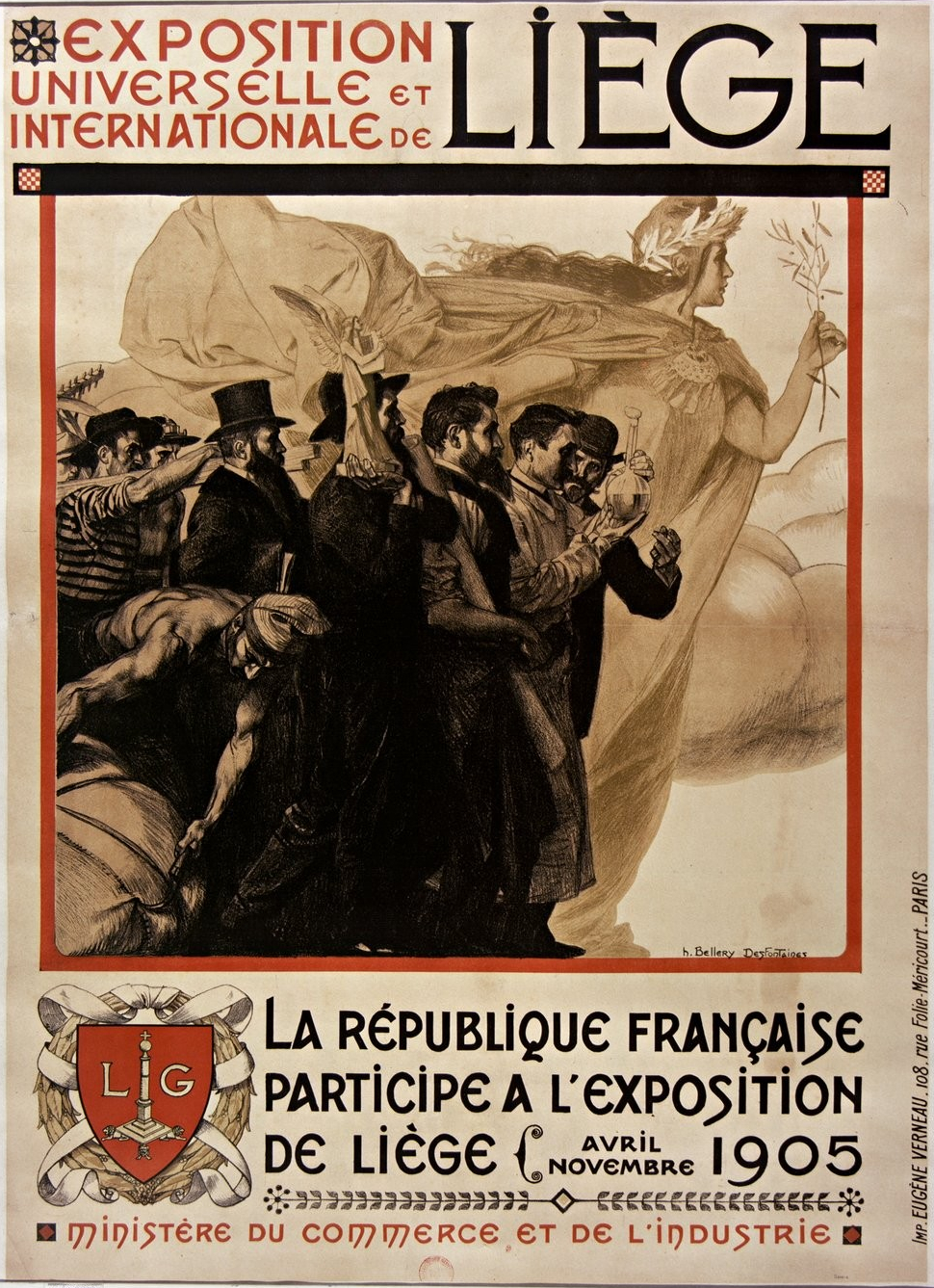
Esposizione internazionale e universale di Liegi, 1905 - Litografia di Henri Bellery-Desfontaines, stampata da Eugène Verneau
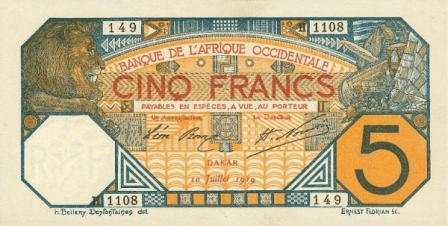
Francia Nyugat-Afrika 5 franchi 1919